# Pio XII e l'Olocausto

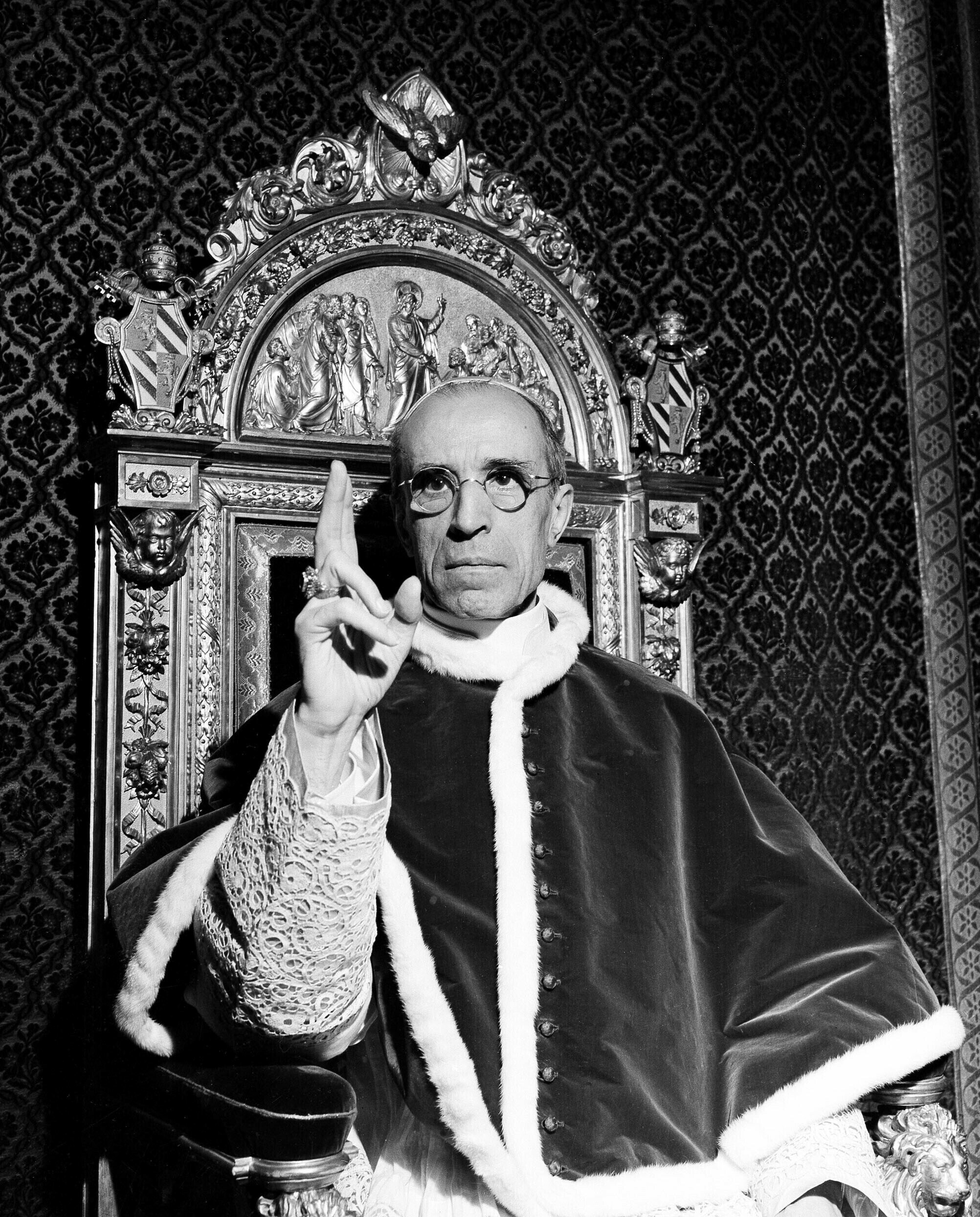
Papa Pio XII nel settembre 1945

Il pontificato di Pio XII coincise con alcuni degli eventi storici più gravi e significativi del XX secolo. Salito al soglio pontificio nel 1939, alla vigilia della seconda guerra mondiale, egli - in ragione della peculiarità del suo ufficio - si trovò in una posizione particolare riguardo all'Olocausto perpetrato dalla Germania nazista. A guerra finita fu uno dei protagonisti - sia a livello mondiale, sia relativamente alla politica italiana - della forte contrapposizione ideologica (simboleggiata dalla Cortina di Ferro) sviluppatasi nell'ambito della guerra fredda. Sopravvisse per cinque anni a Stalin (morto nel 1953), del quale fu, in virtù del suo intransigente anticomunismo, uno dei più fieri avversari.
Le difficoltà e l'importanza cruciale delle scelte connaturate all'attraversamento, durante il suo pontificato, di un periodo storico caratterizzato da scontri ideologici e militari tra i più duri che la storia ricordi, non potevano che porre Pio XII al centro d'una controversia storiografica - ben lungi dall'esser conclusa - e di aspre critiche e polemiche relative al suo operato (vedi bibliografia), sorte già alla fine del secondo conflitto mondiale, sia oltrecortina che nell'ambito del cattolicesimo progressista.
In particolare, Pacelli è oggetto di accuse circa la sua presunta connivenza con i regimi nazi-fascisti, specialmente per quanto riguarda la firma del concordato con la Germania nazista, quello che i critici definiscono il suo «colpevole silenzio» di fronte all'Olocausto e un suo possibile ruolo nella fuga di gerarchi al termine della guerra. Avverso il presunto antisemitismo di Pio XII, vi sono testimonianze e giudizi espressi da personalità ebraiche talora di rilievo, che accreditano a Pio XII e alla Chiesa cattolica lo svolgimento, durante la guerra, di attività caritatevoli e umanitarie a salvaguardia e protezione di coloro che erano minacciati dalla prospettiva dei campi di sterminio, in stragrande maggioranza ebrei.

## Il rapporto con la Germania nazista

### Gli anni in Germania

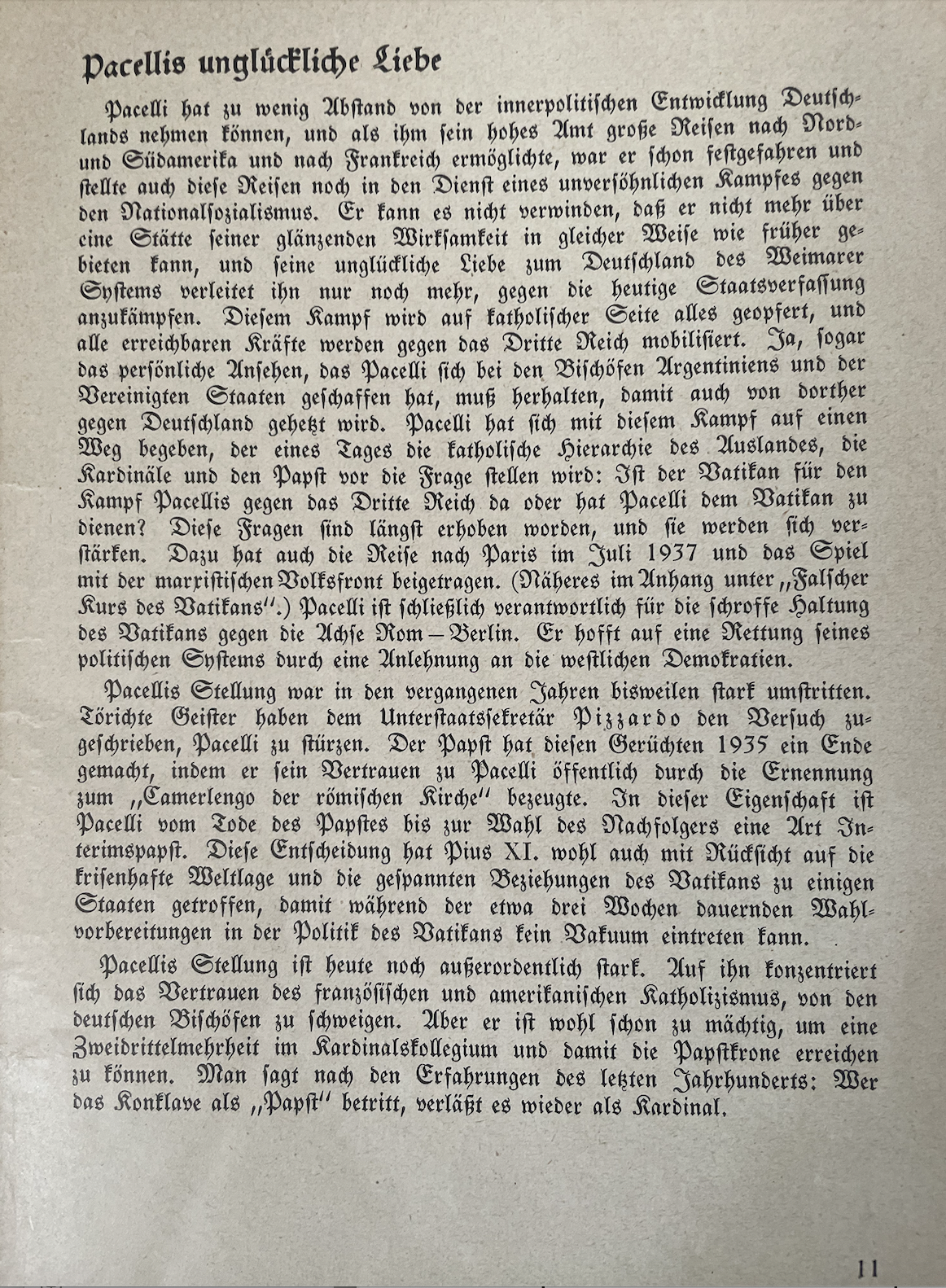
Nell'opuscolo del partito nazista Männer um den Papst pubblicato nel 1938 Pacelli, ancora cardinale seppur influente, venne accusato di essere nostalgico della passata Repubblica di Weimar, nonché di avere effettuato diversi viaggi all'estero, inclusi Nord e Sudamerica, Sri Lanka e Francia, in funzione antinazista già negli anni precedenti e di essere ancora il principale oppositore dell'Asse Roma-Berlino

Uno dei punti in assoluto più controversi del pontificato di Pacelli è certamente il rapporto della Chiesa cattolica con la Germania nazista da una parte e gli ebrei dall'altra. Fu nunzio apostolico a Monaco dal maggio 1917 fino all'estate del 1925 e poi a Berlino dal 1925 fino al 1929. In tutto visse in Germania 12 anni riportando una conoscenza diretta dei problemi di quella nazione. Fu l'artefice dei Concordati stipulati dalla Santa Sede con la Baviera (1925) e con la Prussia (1929). Nel 1929 quando Pio XI lo nominò cardinale e segretario di stato, condusse personalmente i negoziati decisivi per i concordati con il Baden (1932) e con il Reich di Hitler (1933) (Reichskonkordat). Inoltre, la sua elezione al soglio pontificio suscitò da parte tedesca commenti ostili e accuse al conclave di scarsa acutezza politica («L'elezione del cardinale Pacelli non è accettata con favore dalla Germania perché egli si è sempre opposto al nazismo»; «In una maniera mai conosciuta prima il papa ha ripudiato il Nuovo Ordine Europeo Nazionalsocialista. È vero che il papa non ha mai fatto riferimento al Nazionalsocialismo germanico per nome, ma il suo discorso è un lungo attacco a ogni cosa che noi sosteniamo e in cui crediamo […] Inoltre egli ha parlato chiaramente in favore degli ebrei»). Altre reazioni di preoccupazioni da parte tedesca sono presenti nella pubblicazione "Männer um den Papst - Wer macht die Politik des Vatikans?" edita nel gennaio 1938 dal Berlin Zentralverlag der NSDAP Franz Eher Nachf.
Il giorno successivo alla sua elezione al soglio pontificio, il consigliere Du Moulin, capo dipartimento affari vaticani presso il ministero degli affari esteri tedesco, si premurò di redigere un memorandum in cui definiva Pacelli come un amico del popolo tedesco, ma tuttavia chiaramente avverso al nazismo.

### L'enciclica Mit brennender Sorge
Come diplomatico, Pacelli riuscì spesso a smussare le difficoltà tra Pio XI e il regime nazionalsocialista. Fu proprio Pacelli a convincere Pio XI a non presentare ulteriori proteste ufficiali, a quelle già inviate, per le violazioni concordatarie da parte del Reich. Infatti, segretamente insieme ad eminenti vescovi tedeschi, era in preparazione la nuova enciclica Mit brennender Sorge di Pio XI, scritta nel 1937, in cui si condannavano la prassi e la filosofia del nazismo; l'apporto del futuro Pio XII fu determinante. La Mit brennender Sorge (14 marzo 1937) fu stampata in Germania clandestinamente (far pervenire in Germania dal Vaticano le copie già stampate venne considerato troppo pericoloso), distribuita ai vescovi ed ai parroci per essere letta da tutti i pulpiti delle 11.500 chiese cattoliche della Germania il 21 seguente, domenica delle Palme. Le cronache riferiscono che alcuni parroci, per timore che venisse scoperta dal regime prima di poterla leggere, la nascosero anche nel tabernacolo.
Gli storici concordano nel dire che Hitler, colto di sorpresa, si sentì completamente spiazzato, e andò su tutte le furie: "Il documento colpì di sorpresa il Reich, che in una violenta campagna di stampa lo definì come un tentativo criminoso su scala mondiale contro lo stato nazionalsocialista e il popolo tedesco".
"Per la Chiesa tedesca l'enciclica ebbe come conseguenza un notevole inasprimento dell'oppressione. Bastava l'unico risultato positivo raggiunto a bilanciare le conseguenze negative?" Difatti il regime nazista inviò subitamente in Vaticano una nota di protesta dell'ambasciatore von Bergen: "Questa enciclica, come anche le note della Segreteria di Stato, mostrano che la Santa Sede non vuol capire la mentalità del nazionalsocialismo e che non ha per esso nessuna benevolenza" dove trasparisce chiaramente l'accusa all'ex-nunzio Pacelli di non aver agevolato per nulla il lavoro del Führer.
Questi risultati fecero ricordare a Pacelli, una volta eletto papa, con quale gente doveva trattare. Nella prima parte del documento vengono riassunti i rapporti tra Stato e Chiesa in Germania dal 1933, fermandosi soprattutto sulle vane speranze poste nel concordato e nella lotta aperta contro la Chiesa. Nella seconda si condanna la filosofia del nazionalsocialismo, le sue tendenze panteiste, la divinizzazione della razza, del popolo, del capo dello Stato, l'ostilità verso l'Antico Testamento e gli ebrei, il rifiuto di una morale oggettiva universale e del diritto naturale.
Purtroppo le cose precipitarono e la persecuzione rincrudì proprio in seguito all'enciclica. Delle 55 Note di protesta inviate dal Vaticano a Berlino dal 1933 al 1939 nemmeno 12 ebbero risposta.
Diverse fonti confermano che il cardinale Pacelli dal 1937 cadde in uno sconfinato pessimismo in quanto notava vani tutti i tentativi di frenare il Reich dall'attuazione dei suoi folli progetti. Ciò che aumentava la sua preoccupazione era il notare che neanche l'episcopato tedesco era concorde nell'intravedere il baratro in cui Hitler stava precipitando il mondo.
Lo storico S. Friedlander rileva, tra l'altro, come in numerose altre occasioni Pacelli aveva avuto modo di mostrarsi non ostile nei confronti della Germania, in particolare in occasione di colloqui avuti con il presidente del Senato di Danzica Greiser nel 1938, in cui era emersa chiara la volontà di negoziare con il Reich; lo stesso Du Moulin riferì che proprio l'attività conciliatrice di Pacelli durante il Conclave fu la chiave per la sua elezione a Papa, cosa questa confermata anche da Galeazzo Ciano, all'epoca ministro italiano degli Esteri, che riferì di aver saputo essere Pacelli cardinale preferito dai tedeschi.

### Durante il pontificato
Tra i primi atti di Pacelli da papa vi fu, in effetti, l'incontro tra questi e l'ambasciatore tedesco Bergen, il primo rappresentante straniero ricevuto in Vaticano durante il suo pontificato. Nel corso dell'incontro ebbe parole distensive nei confronti della Germania ed espresse l'augurio di poter addivenire presto a una pace tra Chiesa e Stato tedesco.
Era chiaro il cambio di rotta rispetto al pontificato di Pio XI: secondo Friedlander, Pacelli usò i toni concilianti per arrivare a quei traguardi - in primis la difesa degli interessi della Chiesa cattolica in Germania - a cui l'intransigenza di Pio XI non aveva permesso di arrivare. Fu, per l'appunto in questo spirito di conciliazione che Pio XII scrisse a Hitler una lettera il 6 marzo 1939.

## Atteggiamento verso la Germania
Pacelli è considerato molto filo-tedesco [“sehr deutschfreundlich”] nel senso di conoscenza ed amicizia verso il popolo germanico. È nota la sua perfetta conoscenza della lingua tedesca dovuta ai dodici anni trascorsi in Germania come Nunzio Apostolico. Tuttavia la difesa di una politica ortodossa della Chiesa l'ha spesso indotto ad una opposizione di principio al nazionalsocialismo. Ciononostante non gli si può rimproverare di aver cooperato alla politica di forza di Pio XI, e in particolare alla preparazione dei discorsi apertamente ostili di questo papa. Egli, in qualità di diplomatico, cercò invece ripetutamente di giungere ad un compromesso ed espresse alla nostra ambasciata il desiderio di stabilire rapporti amichevoli.

## Atteggiamento verso l'Italia
Pacelli inizialmente si era mostrato favorevole al mantenimento di buoni rapporti con Mussolini e con l'Italia fascista. Durante la guerra in Abissinia in particolare egli ha incoraggiato e sostenuto l'atteggiamento nazionalista del clero italiano. Suo fratello ha contribuito in modo considerevole alla firma degli accordi lateranensi. Quando il regime trascinò l'Italia in guerra fece di tutto per evitare questa tragedia come un anno prima aveva fatto inutilmente per evitare lo scoppio del conflitto tra le nazioni europee. I rapporti già critici tra Santa Sede e fascismo si incrinarono maggiormente. Intanto opponendosi alle leggi razziali iniziò a costruire una rete di soccorso nei confronti di ebrei ed oppositori del regime che trovarono rifugio tra le mura vaticane (tra essi Alcide De Gasperi e Pietro Nenni). Al crollo del regime e dopo la fuga del re da Roma verso il sud d'Italia, il papa rimase l'autorità più importante a sopportare l'occupazione tedesca e a tentare una difesa della popolazione romana.

## Le accuse di antisemitismo a Pacelli
A partire dagli anni cinquanta iniziò a svilupparsi negli ambienti politico-culturali una critica al pontefice in netta controtendenza rispetto ai numerosi attestati di stima ricevuti precedentemente dagli ambienti ebraici. Sulla scorta di tali critiche anche alcuni esponenti autorevoli della comunità ebraica hanno successivamente criticato papa Pacelli per non aver denunciato pubblicamente il nazismo e le persecuzioni anti-ebraiche di cui risulta fosse a conoscenza, anche se durante il conflitto la Chiesa protesse le vittime delle persecuzioni razziali, in particolare ebrei, salvandoli dalla deportazione e facilitando la fuga dei rifugiati.
Ma fu il 1963, l'anno in cui uscì l'opera teatrale Il Vicario (Der Stellvertreter. Ein christliches Trauerspiel) del drammaturgo tedesco Rolf Hochhuth, simpatizzante comunista, tradotta e rappresentata in numerosi teatri di tutto il mondo e pare finanziata dal KGB in funzione antipapale, che vide l'esplosione della polemica sui presunti silenzi della Chiesa cattolica, e di Pio XII in particolare, circa lo sterminio degli ebrei e le altre persecuzioni messe in atto dalla Germania nazista e dai Paesi suoi alleati. In Italia la rappresentazione del Vicario fu prima impedita dalla polizia, poi vietata per ordinanza prefettizia e solo nel 2005 fu possibile riproporla in versione integrale.
Violente polemiche si sono sviluppate intorno al sospetto che Pio XII possa aver avuto un atteggiamento di acquiescenza, o anche di maggior adesione, nei confronti della persecuzione nazista antisemita. Il silenzio della Chiesa sull'Olocausto, ad esempio, è uno dei punti considerati espressivi di una posizione asseritamente compiacente verso Berlino. Dall'altra parte invece si sostiene che i numerosi episodi di intervento a protezione di ebrei in pericolo, oltre che l'operato pre-pontificale di Pio XII, mostrerebbero invece una Chiesa schierata in opposizione al nazismo.
A latere si sono sviluppate interpretazioni storiche che privilegiano la considerazione di un'allure tutto sommato pragmatica della politica estera vaticana e, anzi, l'operato congiunto del papa e del suo più diretto collaboratore Montini sono stati indicati come marcatamente inclini proprio al pragmatismo, in una prospettiva di lungo respiro caratteristica del papato. A questo proposito può essere citata la lettera al vescovo di Passavia del febbraio 1944 in cui il Papa ribadisce la «necessità per la Santa Sede […] di chiudersi in un riserbo prudenziale anche dove sarebbe occorsa un'azione energica».
Secondo lo storico Daniel J. Goldhagen il tentativo degli apologeti di Pio XII di negare il suo antisemitismo sarebbe smentito dai documenti emessi da Pio XII stesso. Cita una lettera scritta dalla Germania, in cui monsignor Pacelli descriveva una scena da “bolgia infernale” occorsa nel palazzo reale durante l'insurrezione comunista di Monaco nell'aprile 1919:
(D.J. Goldhagen.)
Goldhagen ne trae la conclusione che tale serie di accuse e stereotipi non era frutto di uno sfogo momentaneo, ma di una radicata visione dell'ebreo perfettamente in linea con l'antisemitismo allora circolante in Europa e nella Chiesa cattolica stessa, e affine ai toni che più avanti Julius Streicher avrebbe usato nel suo giornale nazista Der Stürmer. Comune all'antisemitismo nazista era l'assimilazione bolscevico-ebreo, così come l'enfasi sugli stereotipi classici dell'ebreo dal naso adunco, volto ripugnante, avido, licenzioso e dedito al dominio sotterraneo delle genti. Del resto anche la stessa Civiltà Cattolica, in quegli anni, si era fatta attrice di ripetute dissertazioni antisemite, quindi era perfettamente normale che Pacelli non uscisse dal solco della tradizione in cui era cresciuto..
Nel novembre del 1918, nella monarchica e cattolica Baviera, il re Ludwig III abdicò di fatto, e a Monaco il leader del partito socialista indipendente, Kurt Eisner, ebreo, proclamò la Repubblica socialista bavarese. Scrisse Pacelli in proposito:
Secondo la storica Gitta Sereny, «Chiunque abbia letto le lettere di Pio XII ai vescovi tedeschi (e nel tedesco originale la fraseologia è anche più significativa) troverà difficile dubitare che il Papa fosse antisemita. Non dico che questo abbia determinato la sua condotta; quali fossero le sue principali motivazioni è abbastanza evidente. Ma questo forse istintivo antisemitismo deve aver contribuito alla sua passività nelle molte occasioni in cui – come egli usava dire alludendo alle atrocità naziste, e come era senza dubbio vero – si sentiva "profondamente turbato".
La questione è però molto controversa. In una lettera del 30 aprile 1942 indirizzata al Vescovo di Berlino, Konrad von Preysing, Pio XII elogiò l'aiuto dato agli ebrei: «Ci ha recato grande consolazione nel sentire che i Cattolici, e proprio i Cattolici Berlinesi, hanno recato soccorso ai cosiddetti non-ariani nella loro afflizione. In questo senso noi esprimiamo un sentimento di paterno riconoscimento e di intima compassione per il prelato Lichtenberg». La Chiesa del tempo presentava tratti antisemiti, che hanno quindi investito anche la figura del pontefice e sollevato forti critiche: secondo la storica Suzanne Brown-Fleming l'idea che Pio XII fosse antisemita e disinteressato al destino del giudaismo europeo è però oggi rifiutata da quasi tutti gli studiosi del settore. Più critica la posizione dello storico Phayer secondo il quale Pacelli, pur dolendosi per l'Olocausto, scelse comunque di concentrare le sue energie nel cercare di preservare la sua Chiesa.

### L'enciclica nascosta di Pio XI
Le copie microfilmate dell'enciclica e dei documenti annessi furono scoperte nel 1967 dal gesuita Thomas Breslin, mentre procedeva alla catalogazione degli archivi di John LaFarge:

### Il discorso mai pronunciato di Pio XI contro il nazismo
Papa Ratti aveva preparato nel febbraio 1939, pochi giorni prima di morire, un importante discorso di rottura con il nazismo. La sua morte gli impedirà di pronunciarlo. Una lettera emersa dall'Archivio Vaticano dimostrerebbe che a distruggere il discorso fu Eugenio Pacelli, il futuro Pio XII, segretario di stato di Pio XI. Autore della lettera è Domenico Tardini, al tempo collaboratore della segreteria di stato vaticana.
Un estratto del testo della lettera, datata 15 febbraio 1939 è il seguente:
1. che Mons. Confalonieri consegni tutto quel materiale che ha circa il discorso che S.S. Pio XI aveva preparato per l'adunanza dei vescovi dell'11 febbraio;
2. che la tipografia distrugga tutto il materiale che ha (bozze, piombi) [...]»

Quanto a Domenico Tardini è lui che, nel gennaio del 1941, raccoglie una documentazione molto ricca e completa sulle ultime settimane di vita del pontefice Pio XI. Secondo lui si tratta di "Un testo di importanza straordinaria" che condanna tutti i totalitarismi, capace di causare una definitiva rottura con fascismo e nazismo. Ampi brani del discorso saranno pubblicati in un'udienza di Giovanni XXIII ai vescovi italiani il 6 febbraio del 1959 in occasione del ventennale della morte di Pio XI e nel trentennale della Conciliazione.

### Il caso Gertrud Luckner, gli ebrei e la Terra Santa
Secondo quanto affermato dallo storico Michael Phayer, papa Pio XII ebbe un atteggiamento indisponente nei confronti degli ebrei sia prima che dopo la fine della Seconda guerra mondiale.
Quando si pose il problema dell'emigrazione degli ebrei sopravvissuti, la Santa Sede continuò a osteggiare la nascita dello Stato d'Israele, con la motivazione, almeno per alcuni esponenti, che toccava ai cristiani controllare i luoghi della cosiddetta Terra Santa, e appoggiando, semmai, una loro sistemazione negli Stati Uniti. A un rabbino che gli fece presente che il desiderio dei sopravvissuti era vivere in Palestina, Pio XII replicò: «Sì, riconosco che questo è il loro desiderio». Pio XII non mancò di esprimere la propria disapprovazione anche dopo la nascita di Israele, in quanto diffidava della promessa fatta dagli ebrei di rispettare i diritti religiosi delle altre religioni e soprattutto delle confessioni cristiane, e la Santa Sede rifiutò il riconoscimento diplomatico del nuovo Stato, riconoscimento che sarebbe giunto solo nel 1993, segno quindi di un problema ben più vasto della persona di Eugenio Pacelli. Va anche detto che i rapporti diplomatici diretti, tra USA e Vaticano, furono avviati non prima del 1984.
Poche le voci dissonanti nella Chiesa, e subito controbattute: un'operatrice umanitaria cattolica tedesca, Gertrud Luckner, che durante la guerra aveva messo a repentaglio la propria vita per salvare numerosi ebrei, si era fatta promotrice nel 1948 di un movimento interreligioso che sosteneva il diritto degli ebrei ad avere un loro Stato. Quando la Luckner si rivolse al papa per avere appoggio, dovette scoprire che questi stava conducendo indagini su di lei; inoltre, poco dopo, giunse dal Sant'Uffizio un monitum alla Chiesa tedesca perché richiamasse all'ordine quei gruppi religiosi che, per attaccare l'antisemitismo, ottenevano come risultato quello di indurre la gente a pensare che una religione valesse l'altra. Di fatto, quello che suonava un monito generale era rivolto in realtà all'unico gruppo religioso tedesco che si impegnasse per il dialogo e la riconciliazione tra cristiani ed ebrei, quello della Luckner.

### Il rastrellamento degli ebrei di Roma e la direttiva del 25 ottobre 1943
Il 16 ottobre 1943 avvenne il rastrellamento degli ebrei del ghetto di Roma. Nei giorni successivi essi furono avviati alla deportazione nel campo di concentramento di Auschwitz. Prima dell'occupazione tedesca della capitale nessun ebreo era stato deportato.
Dopo l'effettuazione del rastrellamento, il cardinale Segretario di Stato Luigi Maglione interpellò l'ambasciatore tedesco presso il Vaticano, Ernst von Weizsäcker: il segretario di Stato chiese di "intervenire in favore di quei poveretti" e si lamentò per il fatto che proprio a Roma, sotto gli occhi del Santo Padre, fossero fatte soffrire tante persone unicamente perché appartenenti a una determinata stirpe. Weizsäcker si limitò a chiedere quale sarebbe stata la reazione della Santa Sede, nel caso fossero continuati i rastrellamenti di ebrei. Maglione rispose che: "La Santa Sede non vorrebbe essere messa nella necessità di dire la sua parola di disapprovazione".
Solo il 25-26 ottobre, quando gli ebrei romani erano già giunti ad Auschwitz da alcuni giorni, apparvero: un articolo sull'Osservatore Romano e una lettera di protesta indirizzata al generale Reiner Stahel. La lettera era firmata da Alois Hudal (filonazista, rettore della Chiesa tedesca a Roma e, successivamente alla guerra, impiegato successivamente nel facilitare la fuga di gerarchi nazisti dell'Italia, sospettato di essere stato, durante il conflitto, un informatore del Abwehr e del Reichssicherheitshauptamt delle SS). In essa Hudal si augurava la non reiterazione degli arresti, per evitare un intervento pubblico del Papa contro di essi ("La prego vivamente di dare ordine perché tali arresti vengano subito sospesi sia a Roma sia nei dintorni; in caso contrario temo che il Papa finisca per prendere pubblicamente posizione contro questi arresti").
Il 28 ottobre 1943, Weizsäcker, nella sua relazione al Ministro degli esteri tedesco, poteva comunque rassicurare il governo nazista sul fatto che "Il Papa benché sollecitato da diverse parti, non ha preso alcuna posizione contro la deportazione degli ebrei da Roma" e che "Egli ha fatto di tutto anche in questa situazione delicata per non compromettere il rapporto con il Governo tedesco e con le autorità tedesche a Roma. Dato che qui a Roma indubbiamente non saranno più effettuate azioni contro gli ebrei, si può ritenere che la questione spiacevole per il buon accordo Tedesco-Vaticano sia liquidata". Al contrario, l’Ambasciatore Inglese presso la Santa Sede, Francis d’Arcy Osborne, inviò il 31 ottobre 1943 un dispaccio in cui riferiva: «Non appena seppe degli arresti di Ebrei a Roma, il Cardinale Segretario di Stato diresse e formulò all’Ambasciatore Tedesco una [sorta] di protesta. L’Ambasciatore si mosse immediatamente… L’intervento vaticano sembra quindi aver avuto efficacia nel salvare un certo numero di queste sfortunate persone."
Nel 2007 la Santa Sede ha rivelato, per bocca del segretario di Stato cardinale Tarcisio Bertone, che il 25 ottobre 1943 Pio XII emanò una direttiva riservata a tutti gli ecclesiastici italiani in cui indicava come necessario "ospitare gli ebrei perseguitati dai nazisti in tutti gli istituti religiosi, ad aprire gli istituti o anche le catacombe".

## La riabilitazione della figura di Pio XII
Documenti recentemente portati alla luce dimostrerebbero che l'azione diretta di papa Pio XII avrebbe salvato più di 11.000 ebrei a Roma durante la seconda guerra mondiale. Il rappresentante per la Germania della Pave the Way Foundation, lo storico e ricercatore Michael Hesemann, ha scoperto i documenti negli archivi della chiesa di Santa Maria dell'Anima, la chiesa nazionale della Germania a Roma. Secondo il presidente della Fondazione Pave the Way, l'ebreo Gary Krupp, i documenti provano che Pio XII agì direttamente dietro le quinte per far terminare il rastrellamento degli ebrei romani il 16 ottobre 1943 già alle 14.00 dello stesso giorno in cui erano iniziati, ma che non riuscì a fermare il treno dal destino tanto crudele.
Secondo uno studio recente del ricercatore Dominiek Oversteyns, il 16 ottobre 1943 a Roma c'erano 12.428 ebrei. L'azione diretta di Papa Pio XII salvò la vita di più di 11.400 ebrei, ha spiegato Krupp. La mattina del 16 ottobre 1943, quando il Papa seppe dell'arresto degli ebrei, ordinò immediatamente una protesta ufficiale vaticana all'ambasciatore tedesco, che sapeva avrebbe avuto senz'altro esito. Il pontefice inviò allora suo nipote, il principe Carlo Pacelli, dal vescovo austriaco Alois Hudal, guida della chiesa nazionale tedesca a Roma, che era secondo alcuni cordiale con i nazisti e aveva buone relazioni con loro. Il principe Pacelli disse a Hudal che era stato inviato dal Papa, e che Hudal doveva scrivere una lettera al governatore tedesco di Roma, il Generale Stahel, per chiedere di fermare gli arresti, racconta Krupp.
Nella lettera del vescovo Hudal al Generale Stahel si leggeva: Proprio ora, un'alta fonte vaticana [...] mi ha riferito che questa mattina è iniziato l'arresto degli ebrei di nazionalità italiana. Nell'interesse di un dialogo pacifico tra il Vaticano e il comando militare tedesco, le chiedo urgentemente di dare ordine di fermare immediatamente questi arresti a Roma e nella zona circostante. La reputazione della Germania nei Paesi stranieri richiede una misura di questo tipo, e anche il pericolo che il Papa protesti apertamente. La mattina dopo, il generale disse di aver girato la questione alla Gestapo locale e a Himmler personalmente. Himmler - avrebbe detto al telefono - ha ordinato che, considerato lo status speciale di Roma, gli arresti siano fermati immediatamente.
A conferma di una riabilitazione della figura di Pio XII anche il mutato atteggiamento del museo israeliano sull'Olocausto che si è corretto dando spazio nella didascalia ai difensori di Pio XII.

### "A Papal Audience in Wartime"
Con questo titolo, è stato recentemente trovato un articolo apparso il 28 aprile 1944 su The Palestine Post (l'attuale Jerusalem Post), in cui si riferisce di un'udienza concessa nell'autunno del 1941 da Pio XII ad un ebreo scampato dalla Germania nazista e salvato da navi italiane nel Mar Egeo a seguito del naufragio della nave Nyassa che doveva portarlo in Palestina. L'autore dell'articolo, ebreo, indicato semplicemente come by Refugee, un rifugiato, riferisce che, durante l'incontro, il Papa gli offrì il suo aiuto e si rivolse a lui con queste parole: 

### Pio XII e Trujillo
Un'ulteriore attività di studio che riabilita la figura di Pacelli arriva da Gary L. Krupp, ebreo americano presidente della Fondazione Pave the Way di New York. Krupp e la moglie, partiti dall'idea che Pio XII fosse un collaboratore del nazismo, si imbatterono nelle loro ricerche nell'arcivescovo Giovanni Ferrofino, nunzio apostolico ad Haiti dal 1939 al 1946, il quale rivelò come in quel periodo riceveva ogni sei mesi un telegramma criptato da parte di Pio XII con il quale si recava da Rafael Leónidas Trujillo a chiedere ottocento visti per ebrei in fuga dall'Europa: il sistema potrebbe quindi aver salvato circa undicimila ebrei. Secondo Ferrofino, papa Pacelli sarebbe stato frustrato dalla mancanza di aiuto agli Ebrei da parte degli Stati Uniti e di altri paesi.

### Alcune testimonianze dal mondo ebraico
In molte occasioni, dai primi mesi del conflitto mondiale fino ai giorni nostri, numerose personalità ebraiche hanno voluto pubblicamente esprimere il proprio sentimento di gratitudine verso l'operato della Chiesa cattolica durante gli anni della guerra.
- Nel dicembre 1940, in un articolo sul Time Magazine, Albert Einstein rese così omaggio alla Chiesa cattolica: "Solo la Chiesa sbarra pienamente il cammino alla campagna hitleriana per la soppressione della verità. Prima d'ora non ho avuto alcun interesse particolare per la Chiesa, ma ora sento un grande affetto e ammirazione per essa perché solo la Chiesa ha avuto il coraggio e la perseveranza di schierarsi dalla parte della verità intellettuale e della libertà morale. Sono pertanto costretto ad ammettere che quanto una volta disprezzavo, ora lo apprezzo senza riserve".[50].
- Il 20 gennaio 1943, il rappresentante dell'Agenzia ebraica per la Palestina, Chaim Barlas, dichiarava a monsignor Gustavo Testa, delegato apostolico in Egitto e Palestina: «L'atteggiamento altamente umanitario di Sua Santità che ha espresso la sua indignazione contro le persecuzioni, fu una sorgente di conforto notevole per i fratelli»[51].
- Il 16 aprile 1943 l'Australian Jewish News pubblicò un breve articolo sulle attività del cardinale Pierre-Marie Gerlier, arcivescovo di Lione, che si era strenuamente opposto alla deportazione degli ebrei francesi, e che aveva salvato numerosi bambini ebrei. L'articolo riporta che Gerlier aveva obbedito all'ordine di Pio XII il quale aveva dato precise istruzioni per contrastare le misure antisemitiche in Francia.[52].

## Altre opinioni

### Annie Lacroix-Riz
Secondo l'opinione della storica Annie Lacroix-Riz, professoressa di storia contemporanea all'università Paris VII, e membro del partito comunista francese, si è a lungo contrabbandata l'idea - contestata dall'autrice - che Pio XII avesse vissuto un «dramma interiore di grande intensità», “condannandosi” a un volontario silenzio riguardo alle vittime dello sterminio nazista.
Secondo l'autrice, la consultazione degli archivi degli anni trenta e quaranta rivelerebbe la virulenza dell'antisemitismo clericale. La Lacroix-Riz sostiene vada ricercata una risposta al motivo della presunta partecipazione al massacro, al rifiuto di soccorso alle vittime così come dell'eventuale sacco dei beni degli ebrei. L'autrice non manca di chiamare in causa anche la questione storica relativa al salvataggio e riciclaggio, nel dopoguerra e durante la guerra fredda, dei criminali di guerra nazifascisti.

## Il “Canale dei Ratti” del Vaticano
Subito dopo la fine della Seconda guerra mondiale milioni di sfollati vittime dei bombardamenti, delle aggressioni naziste, o fuggitivi di fronte all'avanzata dell'Armata Rossa si aggiravano per l'Europa. Secondo lo storico britannico John Keegan, in particolare, nel 1945, 14 milioni di civili tedeschi fuggirono dalle regioni orientali devastate dalla guerra: di questi, circa un milione morì di freddo e di stenti. Interessata al problema umanitario, la Santa Sede si organizzò per prestare assistenza morale e spirituale a questi fuggiaschi. Confusi tra costoro, vi erano però anche noti criminali di guerra quali Klaus Barbie, Adolf Eichmann, Heinrich Müller, Franz Stangl e vari altri. L'autodifesa della Chiesa cattolica è sempre consistita nel negare di conoscere l'identità di tali criminali e di voler comunque assicurare assistenza a chiunque, così come in precedenza era stata data ospitalità a fuggiaschi antifascisti o ebrei.
Grazie alle ricerche documentarie si è scoperto che gran parte di queste fughe furono organizzate da un alto prelato, Rettore dell'Istituto Pontificio Santa Maria dell'Anima, il vescovo Alois Hudal. Questi, esponente filonazista e antisemita della Chiesa cattolica - che durante la guerra ricopriva l'incarico di commissario dell'Episcopato dei cattolici tedeschi in Italia e di padre confessore della comunità tedesca in Roma - era, inoltre, membro della congregazione vaticana del Sant'Uffizio. Nel 1937 aveva scritto un'apologia del nazismo pubblicata a Lipsia e a Vienna, I fondamenti del nazionalsocialismo, e tale dimostrazione di fede ne aveva fatto l'uomo di fiducia di Hitler in Vaticano. Nei suoi scritti aveva affermato che «il nazionalsocialismo è una grazia divina». La Chiesa, scriveva Hudal, doveva venire a patti con i nazionalsocialisti “conservatori”, in cui egli continuava ad aver fiducia.
La storica Gitta Sereny, ha raccolto la testimonianza del comandante del lager di Treblinka, Stangl, che descrisse come Hudal organizzò il suo espatrio, approntando e falsificando documenti: passaporto, visti e permessi di lavoro. Il giornalista Mark Aarons e lo scrittore John Loftus hanno sostenuto inoltre che Hudal fosse amico di Pio XII e che Siri fosse non solo coinvolto nella rete del vescovo Hudal, ma ne costituisse uno dei “principali coordinatori”.
Secondo Jorge Camarasa, il “compartimento” organizzato dalla Chiesa cattolica, all'interno dell'organizzazione Odessa, denominato “Canale dei ratti” (Rat Channel) o anche “via dei monasteri”, a detta di alcuni storici e dei servizi segreti, sarebbe stato il più efficace: secondo alcune stime, cinquemila esponenti nazisti riuscirono a scappare grazie ai servizi di questa organizzazione. Rivelli sostiene che la sua sede centrale a Roma sarebbe stata la chiesa croata di San Girolamo degli Illirici, vicino al Porto di Ripetta, ove operava monsignor Krunoslav Draganović coadiuvato dall'arcivescovo ucraino Ivan Bučko e da numerosi sacerdoti croati. Come i servizi segreti statunitensi ebbero modo di scoprire, «molti dei principali criminali di guerra ustascia e collaborazionisti» vivevano nel monastero, che era «pervaso di cellule di militanti ustascia». Protetti dalla Chiesa cattolica, questi croati si consideravano un governo in esilio. La politica della Santa Sede era quella di non allacciare rapporti diplomatici formali in tempo di guerra con gli Stati di nuova formazione, fino a quando la loro situazione politica non si fosse definita. La Croazia era uno Stato-fantoccio guidato da Ante Pavelić e formalmente riconosciuto solo da Germana e Italia, ma non dalla Santa Sede, la quale, altrettanto formalmente, intratteneva rapporti diplomatici con il Regno di Jugoslavia, di cui la Croazia era territorio. Ciononostante, rapporti informali tra Santa Sede e Croazia erano tenuti in territorio italiano da rappresentanti del Vaticano, e il luogo deputato era il citato Collegio degli Illirici, situato ancora oggi a Via Tomacelli, nello stesso edificio dove si trova la chiesa nazionale croata. Secondo il giornalista Goñi, molti dei ministri del gabinetto croato nascosti a San Girolamo erano fuggiti dal campo di prigionia di Afragola e avrebbero fatto la spola tra il Vaticano e il monastero diverse volte la settimana utilizzando un'automobile con targa diplomatica: «Parte dal Vaticano e scarica i passeggeri all'interno del monastero», affermarono i servizi segreti americani.
Rivelli individua come collaboratori del vescovo Hudal i sacerdoti Leopold von Gumppenberg, Bruno Wustenberg (poi promosso nunzio apostolico in alcuni Paesi africani e nei Paesi Bassi), Heinemann e Karl Bayer. Ex-paracadutista dell'esercito hitleriano, Karl Bayer fuggì dal campo di prigionia di Ghedi, vicino a Brescia, grazie all'aiuto del sacerdote Krunoslav Draganović. Intervistato molti anni dopo dalla storica Gitta Sereny, ricordò come lui e Hudal avessero aiutato i nazisti con l'appoggio del Vaticano. «Il Papa forniva effettivamente denaro a tal scopo; a volte col contagocce, ma comunque arrivava» disse Bayer, tanto che la storica ha ipotizzato che il Vaticano possa aver usato Hudal come capro espiatorio per i suoi stessi sforzi in aiuto dei nazisti in fuga.
Sempre Rivelli riporta inoltre come il vescovo «Hudal racconterà il proprio attivismo per il “canale dei topi”, rivendicherà di avere personalmente contribuito a salvare oltre 1000 “perseguitati”, e definirà tutta l'operazione come un “compito svolto per incarico del Vaticano”».
Secondo Ignacio Klich e Jorge Camarasa, «Se oggi forse è comodo individuare nel vescovo Hudal il principale responsabile delle evasioni, è necessario sottolineare che né la “via dei monasteri” né il suo stesso ruolo durante la guerra sarebbero stati possibili senza il consenso della Santa Sede». Il giornalista Goñi riferisce come i rapporti dei servizi segreti americani confermino le testimonianze di Hudal e Bayer, elencando in dettaglio le responsabilità vaticane e la partecipazione di numerosi religiosi all'attività illegale e clandestina connessa al “Rat Channel”. Sempre Goñi afferma quindi che l'apertura dell'archivio post bellico della Croce rossa abbia fatto chiarezza nell'aiuto fornito dalla Chiesa cattolica nella fuga dei criminali nazisti, evidenziando anche il ruolo di cardinali quali Montini, Tisserant e Caggiano che organizzarono la fuga, e di vescovi e arcivescovi quali Hudal, Giuseppe Siri e Berrere che attivarono le procedure necessarie, mentre prelati come Draganović, Heinemann e Domoter firmarono le richieste di passaporto. Secondo Goñi il coinvolgimento della chiesa cattolica nell'opera di salvataggio dei criminali di guerra fu quindi consapevole. Lo storico Michael Phayer afferma che «Permettendo che il Vaticano venisse coinvolto nella ricerca di un rifugio per i colpevoli dell'olocausto, Pio XII commise la più grande scorrettezza del suo pontificato». Dalla ricerca storica non è però emersa evidenza di una conoscenza diretta, da parte del pontefice, di queste attività.

## Gli ostacoli sulla strada della beatificazione
Nel 1999 papa Giovanni Paolo II decise di avviare la pratica di beatificazione di Pio XII, cosa questa che provocò vibrate proteste da parte di diverse organizzazioni ebraiche di differenti nazioni. Il cardinale australiano Edward Cassidy decise quindi, di concerto con Seymour D. Reich, di costituire una commissione formata da sei studiosi di storia, tre cattolici e tre ebrei, cui fu dato il nome di "Commissione Storica Internazionale Giudaico-Cristiana".
Lo scopo di tale commissione di storici era quello di vagliare gli Actes et Documents du Saint-Siège relatifs à la Seconde guerre mondiale (o ADSS), 11 volumi di documenti messi insieme in 16 anni dal Vaticano, dal 1965 al 1981. L'esame accurato degli ADSS mise tuttavia in luce la necessità di approfondire le indagini e quindi, dopo un anno di lavoro, nelle conclusioni della ICJHC, messe nero su bianco in un Rapporto Preliminare, nel quale fu illustrata la metodologia di lavoro seguita e i quesiti (in numero di 46) sorti durante l'analisi degli ADSS, fu richiesto di accedere alla totalità degli atti e dei documenti attualmente agli archivi vaticani e tuttora secretati.
Il 27 ottobre 2000 il quotidiano Avvenire pubblicò l'intervento a tutta pagina del gesuita Peter Gumpel, istruttore della causa di beatificazione di Pio XII, nel quale i membri ebraici della commissione vennero accusati di manovre atte a influenzare l'opinione pubblica contro la Chiesa, nonché di avere messo in opera falsificazioni storiche e di aver dato degli ADSS un'interpretazione indebita e calunniosa.
La commissione decadde e i 46 quesiti formulati nel Rapporto Preliminare non ebbero mai risposta. L'agenzia di stampa (di ispirazione cattolica) Adista li pubblicò integralmente il 20 novembre 2000.

## Dibattito storiografico nel XXI secolo: il documento di Pio XII sugli ebrei
Il 28 dicembre 2004 un articolo pubblicato dal Corriere della Sera, dava notizia del ritrovamento di un documento risalente al 20 ottobre 1946, diretto all'allora nunzio apostolico in Francia, Angelo Roncalli, con il quale gli si chiedeva di non restituire alle famiglie i bambini ebrei battezzati in Francia. L'articolo riferisce che Roncalli (poi papa Giovanni XXIII) ignorò questa direttiva.
La circostanza, ripresa da numerosi mass media di rilevanza internazionale, come il New York Times, ha nuovamente acceso il dibattito tra gli addetti ai lavori e destato l'interesse del grande pubblico.
A seguito di tale nuova scoperta, il direttore nazionale della Lega anti-diffamazione (ADL) Abe Foxman ha chiesto l'immediata sospensione del processo di beatificazione fino a quando gli archivi segreti del Vaticano e i registri battesimali non verranno aperti allo studio libero. Foxman, un sopravvissuto all'Olocausto, surrettiziamente battezzato dalla sua bambinaia cattolica polacca durante la guerra, dovette subire, dopo la guerra, una battaglia per l'affidamento analoga a quella a cui fa pensare il documento.
Nei giorni immediatamente successivi alla pubblicazione dell'articolo del Corriere due studiosi italiani, Matteo Luigi Napolitano e Andrea Tornielli, hanno esposto una diversa interpretazione del documento. In particolare con un articolo pubblicato sul quotidiano Il Giornale, dal titolo Pio XII e gli ebrei: tutta la verità datato 4 gennaio 2005 , Tornielli ha spiegato come il documento in questione, altro non fosse che una sintesi in francese del documento originale conservato negli archivi vaticani, di contenuto assai più ampio, documento che non prevedeva affatto che i bambini non dovessero essere restituiti alle famiglie, nel caso la richiesta fosse arrivata da genitori o familiari.
Tale ultima interpretazione è stata condivisa anche dallo storico ebreo David G. Dalin, il quale ne ha parlato nel suo libro La leggenda nera del Papa di Hitler.
A tutt'oggi tuttavia, data la perdurante inaccessibilità di molte fonti archivistiche e la contraddittorietà di molta della documentazione nota, appare ancora molto difficile conciliare le posizioni tra gli estimatori di papa Pacelli e coloro i quali ritengono che il pontefice avrebbe potuto adottare un'azione più incisiva per tutelare il popolo ebraico. Il giudizio della storia è dunque tutto ancora da scrivere.
Il 2 marzo 2020 la Santa Sede apre gli archivi dedicati al pontificato di Pio XII, il rabbino di Roma Riccardo Di Segni ha immediatamente protestato.
Lo storico e archivista vaticano Johan Ickx, che è il primo, da dieci anni, ad analizzare questi documenti, ha pubblicato il suo libro Pio XII e gli ebrei che assume una visione radicalmente diversa dalla storiografia influenzata dall'opera Il Vicario, mostrando l'ampiezza delle attività del Vaticano per proteggere, nascondere e aiutare le vittime dell'Olocausto e, in particolare, il coinvolgimento di Pio XII in questa materia (elenco degli ebrei salvati, descrizione di nascondigli e vie di fuga, ecc.). D'altro canto, lo storico statunitense David Kertzer, che è stato tra i primi a accedere agli archivi, ha pubblicato il suo libro Un papa in guerra. La storia segreta di Mussolini, Hitler e Pio XII, pubblicato in anteprima mondiale nel maggio del 2022. Utilizzando migliaia di documenti inediti, Kertzer ha scoperto l'esistenza di negoziati segreti tra Hitler e Pio XII appena poche settimane dopo il conclave. Lo storico sopracitato ha anche dimostrato in quale misura Mussolini facesse affidamento sulle istituzioni religiose italiane per ottenere un forte consenso popolare in vista della guerra, e in che modo Hitler e Mussolini riuscirono a influenzare il pontefice a loro vantaggio. Ma soprattutto, Kertzer spiega perché, nonostante avesse le prove irrefutabili dello sterminio in atto degli ebrei, Pio XII non denunciò mai le atrocità naziste: secondo il giudizio di Kertzer, Pio XII preferì abdicare al ruolo di guida morale piuttosto che mettere a rischio il potere della Chiesa.